# Общая теория относительности в многомерном пространстве
О́бщая тео́рия относи́тельности в многоме́рном простра́нстве — обобщение общей теории относительности на пространство-время с размерностью больше или меньше 4. Эта теория даёт основу для так называемой геометризации взаимодействий — одного из двух путей (наряду с калибровочным подходом) к построению единой теории поля. Она состоит из различных физических теорий, которые пытаются обобщить теорию относительности Эйнштейна на более высоких размерностях. Такая попытка обобщения находится под большим влиянием теории струн и М-теории. От других многомерных моделей общая теория относительности в многомерном пространстве отличается фиксированным видом используемой лагранжевой плотности — в данной теории это может быть только скалярная кривизна.

## Математическая основа
Как известно, уравнения Эйнштейна для гравитации, получаемые варьированием из действия Эйнштейна — Гильберта, не содержат никаких внутренних ограничений на размерность пространства и его сигнатуру, и содержат лишь очень слабые ограничения на топологию. Они лишь связывают локально для некого пространства метрический тензор, который описывает геометрические свойства этого пространства, с тензором энергии-импульса, который описывает содержащиеся в этом пространстве материальные (негравитационные) поля.
Размерность, топология и сигнатура пространства должны быть заданы дополнительно, что позволяет легко обобщить общую теорию относительности на пространства с большим или меньшим числом измерений как собственно пространства, так и времени. Количество пространственных и временных измерений определяется сигнатурой метрического тензора, а точнее, количествами его собственных значений разных знаков, положительных и отрицательных. Например, в евклидовой квантовой гравитации фигурируют лишь 4 пространственных измерения вообще без временного.
В содержательной теории подобного типа, по-видимому, в пространстве должно быть не менее 4 измерений. Дело в том, что одномерное пространство вообще не может быть внутренне искривлено, кривизна двумерного пространства полностью определяется его скалярной кривизной, а трёхмерного — тензором Риччи, почему согласно с уравнениями Эйнштейна вне компактного распределения полей в таких пространствах никаких эффектов наблюдаться вообще не будет (кроме глобальных топологических, см. космическая струна). Только начиная с четырёхмерного пространства появляется дальнодействие гравитационного поля — оно может распространяться за пределы породившего его объекта и даже образовывать волны в пустом пространстве, что связано с тем, что описание кривизны, начиная с этой размерности, требует также знания тензора Вейля.
Высшая размерность пространства для уравнений Эйнштейна не ограничена. Поэтому можно рассматривать уравнения Эйнштейна в любом пространстве с размерностью более трёх. Основной проблемой при этом является физическая интерпретация высших размерностей.

## Физическая интерпретация высших измерений
Мы живём в трёхмерном пространстве и одномерном времени. Наши приборы не фиксируют наличия высших измерений, которые вводятся в этой теории. Это пытаются объяснить разными способами, исторически первый из них возник в теории Калуцы — Клейна: высшие размерности в каждой точке имеют замкнутую топологию (в виде сфер, торов или многообразий Калаби — Яу) с диаметрами порядка планковской длины, поэтому они никак не проявляют себя в обычных условиях. Чтобы «развернуть» эти размерности, нужна огромная энергия, так как возбуждения полей по ним имеют субпланковскую длину волны и соответствующую энергию. Эта возможность называется компактными дополнительными измерениями.
С другой стороны, можно считать, что все измерения равноправны, но наблюдаемые нами физические поля и взаимодействия каким-то образом привязаны к четырёхмерной гиперповерхности — бране — в пространстве большей размерности. Такой подход популярен среди приверженцев теории струн и позволяет, как утверждается, решить проблему тёмной материи.
Наиболее простой моделью пространства, которая позволяет объединить все 4 вида фундаментальных взаимодействий является 10-мерная (11-мерная в теориях с суперсимметрией) со следующими измерениями:
- 0-е измерение {\displaystyle x^{0}=ct} — время;
- 1-е измерение {\displaystyle x^{1}=x} — «длина»;
- 2-е измерение {\displaystyle x^{2}=y} — «ширина»;
- 3-е измерение {\displaystyle x^{3}=z} — «высота»;
- 4-е измерение {\displaystyle x^{4}} — электрический заряд;
- 5-е измерение {\displaystyle x^{5}} — гиперзаряд;
- 6-е измерение {\displaystyle x^{6}} — проекция изоспина;
- 7-е измерение {\displaystyle x^{7}} — цвет 1;
- 8-е измерение {\displaystyle x^{8}} — цвет 2;
- 9-е измерение {\displaystyle x^{9}} — цвет 3.

Из-за своей компактности, дополнительные измерения вводятся в уравнения как колебательные степени свободы.

## История
После создания общей теории относительности, которая является релятивистской геометрической теорией гравитации, теоретики стали пытаться объединить с ней теорию электромагнетизма Максвелла также геометрическим путём. Как оказалось, сделать это в рамках четырёх измерений невозможно. Это стало ясно после провала теории Вейля, который пытался объединить гравитацию и электромагнетизм в рамках четырёхмерного пространства, используя сложную геометрию с кручением (геометрия Вейля). Эта теория давала физические следствия, противоречащие экспериментальным, например, скорость хода часов зависела в ней от их истории.
Впервые попытку объединить гравитацию и электромагнетизм в рамках пяти измерений предпринял Т. Калуца (см. теория Калуцы — Клейна). Пятимерные уравнения Эйнштейна путём (4+1)-расщепления удалось разделить на четырёхмерные уравнения Эйнштейна и уравнения Максвелла. Неясной в таком подходе является причина такого расщепления и требование, которое пришлось предъявить к допустимым преобразованиям координат (они должны оставлять неизменной и равной единице электромагно-электромагнитную компоненту метрики) — это влечёт потерю общей ковариантности теории. Но наиболее существенным недостатком теории стало верхняя граница на отношение заряда частицы к её массе, совпадающая по форме с ограничением на существование горизонта событий в пространстве чёрной дыры Рейсснера — Нордстрёма, которому противоречат электроны и все другие известные заряженные элементарные частицы.
Открытие в 1960-х Вайнбергом, Саламом и Глэшоу единства электрослабого взаимодействия позволило вывести и слабые взаимодействия из уравнений Эйнштейна, правда для этого их размерность пришлось увеличить до семи. Таким образом происходит нарастание размерности пространства:
- 3 измерения — «классический мир»
- 4 измерения — общая теория относительности (гравитация)
- 5 измерений — теория Калуцы — Клейна (гравитация и электромагнетизм)
- 7 измерений — электрослабое взаимодействие + ОТО (гравитация, электромагнетизм и слабое взаимодействие)
- 10 измерений — хромодинамика + электрослабое взаимодействие + ОТО (гравитация, электромагнетизм, слабое и сильное взаимодействия)
- 11 измерений — хромодинамика + электрослабое взаимодействие + ОТО + суперсимметрия (супергравитация)
- 12 измерений — супергравитация с двухмерным временем (теория Барса)[1]